# Flipje & Streekmuseum

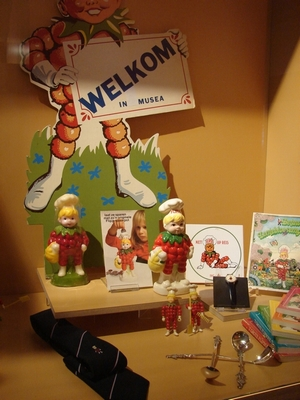
Flipje in het Flipje & Streekmuseum, 2007

Het Flipje & Streekmuseum is een museum in de Gelderse stad Tiel. Het is gewijd aan de geschiedenis van Tiel en omgeving, waaronder de industriële geschiedenis en Flipje, het reclamemannetje van de fabriek De Betuwe. Het museum is gelegen aan het Plein en is gevestigd in het gebouw van de Tielse herensociëteit.

## Geschiedenis
Het is voortgekomen uit de werkzaamheden van de Vereniging Oudheidkamer voor Tiel en Omstreken, die in 1901 begon met het verzamelen en tentoonstellen van voorwerpen die betrekking hadden op Tiel en het westelijk rivierengebied. Zo ontstond een veelzijdige verzameling, die onder meer Romeinse en Bataafse voorwerpen bevatte die verkregen waren door opgravingen in Kesteren en IJzendoorn. Ook uit de meer recente geschiedenis waren er tal van voorwerpen: in 1940 had men een catalogus van 1203 nummers. De oudheidkamer was  gevestigd in de historische Waterpoort. 
De meeste van de voorwerpen gingen verloren in november 1944, toen de Waterpoort door de Duitsers werd opgeblazen om het de geallieerden te bemoeilijken de stad in te komen. De vereniging bleef echter bestaan en in 1955 was er weer een bestuur. Men begon weer voorwerpen te verzamelen en in 1961 was er weer een bescheiden museum in een school aan de Agnietenstraat. Ook de gemeente, die een aantal voorwerpen in bezit had, gaf deze in bruikleen. Daartoe behoorde ook het drieluik De Verzoeking van de heilige Antonius uit 1525.
In 1972 bood de gemeente het museum het pas gerestaureerde gebouw van De Groote Sociëteit aan en in 1976 werd het museum in dit gebouw geopend. In 1987 werd het museum een gemeentelijk instelling. In 2002 werd het Flipje & Jammuseum toegevoegd. In 2005 werd het museum in het Museumregister opgenomen als erkend museum. In 2006 verkreeg het zijn huidige naam, Flipje & Streekmuseum.
In 2019 stond het museum internationaal in de belangstelling wegens de ontdekking dat een replica van het insigne van de Orde van het Gulden Vlies, bekend als het Gulden Vlies van Tiel, een waardeloos toneelrekwisiet was. Jarenlang was aangenomen dat het toebehoord had aan ambtman Claes Vijgh.
Het museum heeft 2,5 betaalde krachten en 45 vrijwilligers. Anno 2019 kwamen er jaarlijks 12.000 bezoekers.

## Collectie
Op zolder zijn Tielse ambachten als een tingieterij en een glasblazerij te zien. Ook zilverwerk, vervaardigd door de Tielse edelsmid Adrianus van Oosterhoudt in 1775 en kunstwerken van met Tiel verbonden kunstenaars als Johan Ponsioen, Hendrik Cornelis van Mourik, Johan Doeleman en Dirk van Oosterhoudt, van wie een schilderij uit 1810 werd verworven, hebben daar een plaats. Ook munten uit de elfde eeuw werden aan de collectie toegevoegd.
De collectie van het museum omvat:
- Een aanzienlijke verzameling voorwerpen die verband houden met Flipje, het reclamemannetje van de fabriek De Betuwe. Ook zijn er veel voorwerpen, waaronder maquettes, met betrekking tot de voormalige fabriek en de fabricage van jam te vinden.
- Een stijlkamer uit de tweede helft van de 18e eeuw, waarin ook zilverwerk is tentoongesteld.
- Een tentoonstelling over Tiel in de Tweede Wereldoorlog, in het bijzonder de verwoestingen in 1944.
- Archeologische voorwerpen, waaronder enkele herinneringen aan de invallen van de Noormannen.
- Kunstvoorwerpen en voorwerpen die het verleden van Tiel, waaronder het industriële verleden, illustreren.

De collectie van het museum is deels online te zien en doorzoeken.